# El Arenal, Arriaga
El Arenal är en ort i Mexiko.   Den ligger i kommunen Arriaga och delstaten Chiapas, i den sydöstra delen av landet, 700 km sydost om huvudstaden Mexico City. El Arenal ligger 4 meter över havet och antalet invånare är 215.
Terrängen runt El Arenal är mycket platt. Havet är nära El Arenal åt sydväst.  Trakten runt El Arenal är nära nog obefolkad, med mindre än två invånare per kvadratkilometer. Närmaste större samhälle är Arriaga, 17,6 km nordost om El Arenal. 